# Step Back (bài hát của Got the Beat)
Step Back là ca khúc đĩa đơn đầu tay của siêu nhóm nhạc nữ Hàn Quốc Got the Beat, nhóm nhạc nữ đầu tiên nằm trong khuôn khổ đại dự án siêu nhóm nhạc nữ Girls on Top (viết tắt là GOT). Đây là ca khúc thuộc thể loại hip hop pha lẫn với R&B và được công ty giải trí SM Entertainment phát hành vào ngày 3 tháng 1 năm 2022.

## Hoàn cảnh ra đời
Ngày 26 tháng 12 năm 2021, SM Entertainment đã cho ra mắt đại dự án siêu nhóm nhạc nữ Girls on Top, với việc cho ra mắt siêu nhóm nhạc nữ Got the Beat. Những bức ảnh chính thức cho nhóm đã được đăng tải qua các trang mạng xã hội chính thức của Girls on Top và SMTOWN. 

## Sáng tác
Step Back là ca khúc do hai nhạc sĩ người Mỹ Tayla Parx và Dem Jointz cùng với hai nhạc sĩ người Hàn Quốc Ryan S. Jhun và Yoo Young-jin đồng sáng tác, với Jointz và Yoo tham gia sản xuất ca khúc. Đây cũng là ca khúc đại diện cho phong cách SMP (SM Music Performance - một thể loại nhạc thử nghiệm do chính Yoo Young-jin đề xướng vào những năm 2000, với giai điệu mạnh mẽ và lời ca từ phản ánh những thực trạng xã hội vốn có mang phong cách kiểu SM). 
Về mặt lý thuyết, ca khúc được sản xuất dưới dạng điệu tính của phím Đô thăng trưởng, với nhịp độ trung bình là chạy 162 nhịp mỗi phút. Về mặt giai điệu, ca khúc được mô tả là một ca khúc thuộc thể loại hip-hop lẫn R&B dễ gây nghiện cho người nghe kết hợp với nhịp bass cực mạnh được lặp đi lặp lại và vài nhạc cụ khác. Lời ca từ của ca khúc tập trung vào việc một cô gái luôn bày tỏ sự thẳng thắn của mình và có lòng tự trọng cao trong tình yêu trước mặt người yêu của cô. 

## Đánh giá
Các trang mạng âm nhạc và tờ báo quốc tế đã dành những lời nhận xét trái chiều cho bài hát này, đa phần chủ yếu là những lời nhận xét không mấy khả quan. 

## Thành phần tham gia
Sau đây là danh sách đội ngũ thực hiện ca khúc theo trang Melon. 
- Got the Beat - hát chính, hát bè
- Lee Soo-man - chỉ đạo sản xuất
- Tayla Parx - sáng tác
- Dem Jointz - sáng tác, sản xuất
- Ryan S. Jhun - sáng tác
- Yoo Young-jin - sáng tác, sản xuất, giảng viên thanh nhạc, hát bè, thu âm, hòa âm, biên tập kỹ thuật số
- Jeon Hoon - kỹ thuật âm thanh
- Shin Soo-min - trợ lý kỹ thuật âm thanh